# Geumsan
Huyện Geumsan (Geumsan-gun, âm Hán Việt: Cẩm Sơn quận) là một huyện ở tỉnh Chungcheong Nam, Hàn Quốc. Huyện này có diện tích 575,98 km², dân số năm 2003 là 60.740 người.
Người dân địa phương nổi tiếng có Jung Myung Seok.